# Montréal Supra
Il Montréal Supra fu un club calcistico canadese attivo a Montréal dal 1988 al 1992, militante nella Canadian Soccer League. Fu il primo club professionistico nato a Montréal dopo il fallimento del Montréal Manic nel 1983. La società, fondata nel 1988, si dissolse definitivamente nel 1992, sostituita dall'Impact de Montréal.

## Storia
Dopo la nascita della Canadian Soccer League nel 1987, era stata annunciata più volte la nascita di un club nella principale città del Québec. Nel marzo 1988 vennero definitivamente rotti gli indugi da un gruppo di investitori locali, guidati dalla birreria O'Keefe, con la fondazione del Montréal Supra.
Durante tutti i suoi anni di vita si trattò comunque di un club dal budget limitato, mai realmente in lotta per il titolo, nonostante l'ingaggio nel 1991 del tecnico Eddie Firmani, due volte vincitore della NASL e già alla guida anche del Montréal Manic.
Con la chiusura della Canadian Soccer League al termine della stagione 1992, interruppe le proprie attività anche il Montréal Supra. Nonostante ciò gran parte dei giocatori e dello staff tecnico passarono all'Impact de Montréal, un nuovo club formato dalla famiglia Saputo per partecipare all'APSL.

## Allenatori
- 1988  Andy Onorato
- 1989  Andy Onorato
 Pierre Mindru
- 1990  Roy Viggemansen
- 1991  Eddie Firmani
- 1992  Pierre Mindru
 Robert Vosmaer